# پیله (مانگا)
پیله (ژاپنی: コクーン هپبورن: Kokūn) یک مجموعه مانگای ژاپنی اثر ماچیکو کیوست. این مانگا از مارس ۲۰۰۹ تا مه ۲۰۱۰ در مجلهٔ آکیتا شوتن منتشر شد. یک انیمهٔ بلند تلویزیونی توسط استودیو ساسایوری ساخته و در مارس ۲۰۲۵ نمایش داده شد.

## خلاصه داستان
داستانی بر پایهٔ زندگی واقعی گروهی از دانش‌آموزان معروف به دانش‌آموزان هیمه‌یوری.